# روبرتو دو كارمو
روبرتو دو كارمو (بالبرتغالية: Robertinho Roberto do Carmo‏) أو روبيرتينهو ، مدرب كرة قدم برازيلي ولد في ريو دي جانيرو يوم 22 يونيو 1960.
يدرب نادي الملعب التونسي منذ عام 2007.

## روابط خارجية
- روبرتو دو كارمو على موقع قاعدة بيانات كرة القدم.إي يو (الإنجليزية)
- روبرتو دو كارمو على موقع ناشيونال فوتبول تيمز (الإنجليزية)
- روبرتو دو كارمو على موقع عالم كرة القدم.نت (الإنجليزية)
- روبرتو دو كارمو على موقع كووورة